# Toros-Menalla

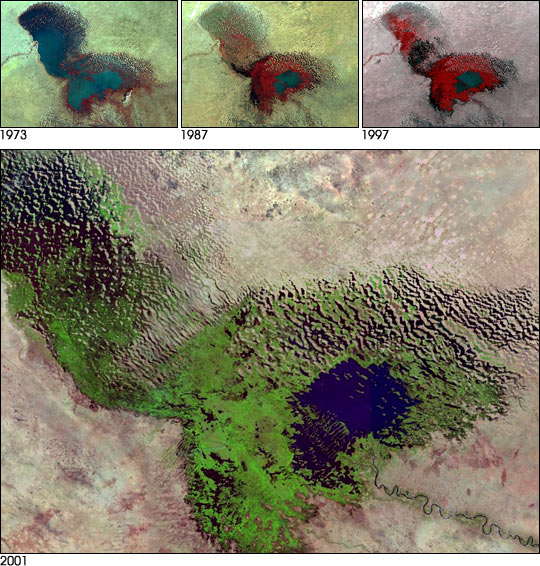
Der Tschadsee in den Jahren 1973, 1987, 1997 (oben) und 2001 (großes Bild)

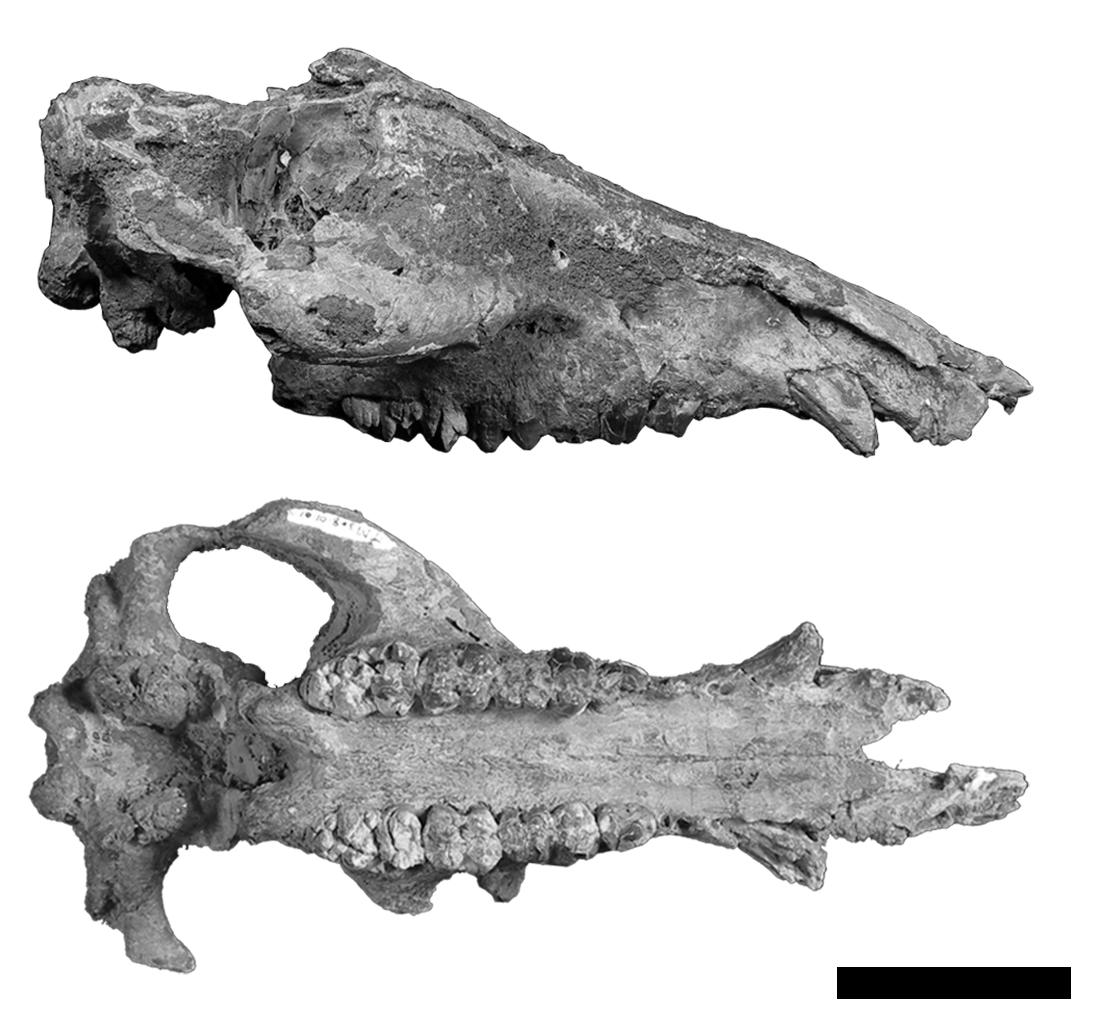
Bei Toros-Menalla gefundene Kiefernknochen eines Nyanzachoerus khinzir

Toros-Menalla ist die Bezeichnung für eine Gruppe von mehr als 300 seit 1997 erforschter Fundstellen von obermiozänen Fossilien in der Djurab-Wüste im Norden des Tschad. Der bislang bedeutendste Fund stammt aus der rund 5000 Quadratmeter großen Grabungsstelle TM 266 (Toros-Menalla hominid locality 266) und wurde dort zwischen Juli 2001 und Februar 2002 geborgen: der Holotypus der Gattung Sahelanthropus. Hominine Unterkiefer-Fragmente, die ebenfalls Sahelanthropus zugeschrieben werden, wurden ferner aus den benachbarten Fundstellen TM 247 und TM 292 geborgen.
Ab 1994 hatte die von Michel Brunet gegründete Mission Paléoanthropologique Franco-Tchadienne, eine Kooperation der Universität Poitiers, der Universität N’Djamena und des Centre National d'Appui à la Recherche (CNAR, N’Djamena), diverse Feldstudien in der Djurab-Wüste im Tschadbecken durchgeführt. Dabei wurden Dutzende oberflächlich zutage tretende Fundstellen für miozäne und pliozäne Wirbeltier-Fossilien entdeckt, die jeweils biochronologisch datiert wurden. Neben TM 266 (7–6 mya) wurde damals auch die Fundstelle KT 12 (3,5–3,0 mya) bei Koro Toro erschlossen, ferner die Fundstellen Kollé (5–4 mya) und Kossom Bougoudi (ca. 5,3 mya). Allein in der Fundstelle KT 266 wurden Fossilien von mehr als 40 Wirbeltier-arten geborgen, von denen mehr als die Hälfte von Säugetieren stammt.
Identifizierbar waren unter anderem die Überreste von mehr als zehn Arten von Süßwasserfischen (unter anderem ein Raubfisch aus der Gattung Hydrocynus, ferner Polypterus, Gymnarchus und Labeo), von Amphibien, Krokodilen (Euthecodon) und Wasserschildkröten, aber auch Knochen von Schlank- und Stummelaffen, von Nagetieren (Xerus sp. und Altweltmäuse), Elefanten (Primelephas), Rindergiraffen (Sivatherium), Pferden (Hipparion), Schweinen (Nyanzachoerus), Antilopen und Rindern. Als häufigste Raubtiere (sowohl hinsichtlich der Anzahl aufgefundener Individuen als auch der Artenzahl) wurden fossile Hyänen ausgegraben. Fast alle gefundenen Fische weisen verwandte Arten im heutigen Tschadsee auf, einige der fossilen Fische waren länger als ein Meter; Vogelarten fehlten in den Fossilien führenden Schichten.
Anhand des bekannten Formenwandels im Verlauf der Evolution der Bezahnung von Nyanzachoerus sowie unter Berücksichtigung vergleichbarer Befunde zur Evolution der Zähne anderer Säugetiergruppen (Anthracotheriidae, Rüsseltiere, Pferde und Rinder) wurde das Alter der Fundstelle TM 266 auf 7 bis 6 Millionen Jahre eingegrenzt. Die Zusammensetzung der Arten wurde dahingehend interpretiert, dass diese Tiere – unter ihnen Sahelanthropus tchadensis – „in der Nähe eines Sees, aber nicht weit entfernt von einer Sandwüste“ lebten; Hinweise auf reiche Sandvorkommen gaben vor allem meterhohe fossile Dünen mit noch gut erhaltenen Rippelmarken. Ferner interpretierten die Forscher den Nachweis beispielsweise von Rindern als Hinweis auf benachbarte offene Savannen, von Giraffen und Rüsseltieren auf stärker bewaldete Savannen und von Affen auf  Galeriewälder. Die Forscher wiesen darauf hin, dass ähnliche Biotope wie für Sahelanthropus auch für Orrorin und Ardipithecus rekonstruiert wurden.
Ebenfalls im Norden des Tschad wurde – an der Fundstelle KT 12 – der Holotypus von Australopithecus bahrelghazali geborgen.

## Belege
1. ↑  Eintrag Toros-Menalla in: Bernard Wood (Hrsg.): Wiley-Blackwell Encyclopedia of Human Evolution. 2 Bände. Wiley-Blackwell, Chichester u. a. 2011, ISBN 978-1-4051-5510-6.
2. ↑   Patrick Vignaud et al.: Geology and palaeontology of the Upper Miocene Toros-Menalla hominid locality, Chad. In: Nature. Band 418, 2002, S. 152–155, doi:10.1038/nature00880